# Peniel Mlapa
Peniel Kokou Mlapa (nascut el 20 de febrer de 1991 a Lomé) és un futbolista alemany-togolès, que juga com a davanter, actualment juga al Port.

## Carrera

### Carrera en clubs
Mpala comença la seua carrera amb el FC Unterföhring. En 1999, va ser descobert pel TSV 1860 München i es convertí en el màxim golejador amb onze gols en la temporada 2007/2008 de la B-Junioren Bundesliga. Feu el seu debut en la 2. Bundesliga el 17 de maig del 2009 contra l'Alemannia Aachen i va ser ascendit al primer equip el 2 de juny del 2009. El 25 de maig del 2010, marxà del TSV 1860 München per signar amb el TSG 1899 Hoffenheim.

### Carrera internacional
El 7 d'octubre del 2009 va fer el seu debut per l'equip sub-19 d'Alemanya en un partit contra Luxemburg. Mlapa va ser cridat pel conjunt nacional togolès per un partit de la Classificació per la Copa del Món contra Gabon el 14 de novembre del 2009, però ell va rebutjar l'oferiment.

## Vida personal
A pesar de ser naixença togolesa, Mlapa adquirí la ciutadania alemanya en la seua infantesa, per tant té dret a ser convocat pel conjunt nacional del seu país d'adopció.